# Makowice (województwo opolskie)
Makowice (niem. Mogwitz, 1936–1945 Breitenfeld)– wieś w Polsce, położona w województwie opolskim, w powiecie nyskim, w gminie Skoroszyce.

## Nazwa
W 1896 r. polską nazwę Makowice oraz niemiecką Mogwitz wymienia śląski pisarz Konstanty Damrot. Damrot wymienia również starsze nazwy z łacińskich dokumentów z 1390 r. Mockowicz, Mocowitz i Makowitz.
W 2020 roku ukazała się książka elektroniczna Śląskie Boże Narodzenie 1944, której akcja toczy się w Makowicach i opowiada o dawnych niemieckich mieszkańcach. Tekst ukazał się również w języku polskim i został opublikowany w zeszytach Eichendorffa. Autorem jest niezależny pisarz Markus Erhorn.

## Historia
Od XVIII w. wieś posiadała pieczęć gminną, na której wizerunku przedstawiono  lemiesz pługa w słup skierowany ostrzem w dół (1722), a następnie  lemiesz pługa w słup wyrastający z murawy (przed 1911). 

## Zabytki
Do wojewódzkiego rejestru zabytków wpisany jest kościół par. pw. św. Andrzeja Apostoła, z 1450 r.